# Dustin Johnson
Dustin Hunter Johnson (Columbia, 22 giugno 1984) è un golfista statunitense, professionista del circuito PGA.

## Biografia
La sua compagna da anni è Paulina Gretzky, da cui ha avuto due figli, modella e cantante americana nonché figlia del celebre giocatore di hockey canadese Wayne Gretzky.

## Carriera
Dotato di una potenza fisica straordinaria e di uno swing molto potente (con un polso sinistro all'apice dello swing poco accademico, ma molto carico), è uno dei giocatori più lunghi del circuito, e per tre anni consecutivi (2009-2011) ha concluso al terzo posto della classifica delle distanze medie.
Passato al professionismo alla fine del 2007 si è finora imposto in 20 tornei, ed è attualmente l'unico giocatore del PGA Tour ad aver vinto almeno un torneo ogni stagione. Vanta anche quattro titoli WGC, di cui il secondo, conquistato nel 2015, al ritorno da un periodo lontano dai campi, per problemi personali. Tra il 2009 ed il 2014 infatti, Dustin Johnson è risultato positivo a tre diversi test antidroga, una volta alla marijuana due volte alla cocaina. A seguito di ciò, il PGA Tour non ha emanato nessun provvedimento disciplinare, né ha diffuso la notizia, ma è stato il giocatore stesso a decidere di ritirarsi dal professionismo per 6 mesi.
Nel 2010 è stato protagonista di uno sfortunato episodio quando, in testa al PGA Championship, ultimo torneo major della stagione, incorse in due colpi di penalità alla 72ª buca, per aver intenzionalmente poggiato la testa del bastone in un bunker, non avendolo riconosciuto poiché molto rovinato ed in una zona di passaggio per gli spettatori. Dopo aver imbucato l'ultimo putt alla 18 pensando di essere alla pari di Bubba Watson e Martin Kaymer, quest'ultimo laureatosi poi vincitore nel successivo spareggio, gli venne fatto sapere della penalità di due colpi che lo portò dal primo posto pari merito al quinto.
Dopo altri importanti piazzamenti nei tornei major, tra cui il secondo posto all'Open Championship del 2011 e il secondo posto allo U.S. Open del 2015, dove alla 72ª buca con 3 putt regalò la vittoria a Jordan Spieth, riesce finalmente a trionfare, vincendo lo U.S. Open del 2016. Qualche settimana dopo si impone al WGC - Bridgestone Invitational conquistando la sua undicesima vittoria in carriera.
Nella stessa stagione, vince la terza tappa dei playoff della Fed Ex Cup, il BMW Championship e viene nominato PGA Tour Player of the Year.
Nel 2017 vince il Genesis Open e diventa per la prima volta numero 1 al mondo. Due settimane dopo, da numero 1 al mondo, vince il WGC Mexico Championship.
Alla fine di marzo vince il WGC dell Match Play, divenendo l'unico giocatore ad aver vinto tutti e quattro i tornei WGC.
Alla fine di agosto vince il primo evento dei playoff della FedEx Cup, il Northern Trust.
A gennaio 2018 vince il Sentry Tournament of Champions con 8 colpi di vantaggio sul secondo, portando ad 11 le stagioni consecutive in cui si è imposto in almeno un torneo. A giugno dello stesso anno vince il FedEx St. Jude Classic tornando numero uno al mondo, dopo aver ceduto la leadership per alcune settimane al connazionale Justin Thomas.
A luglio vince RBC Canadian Open. 
A febbraio 2019 vince il WGC Mexico Championship per la seconda volta in tre anni, portando a 6 le sue vittorie nel circuito WGC, secondo solo dietro a Tiger Woods, poche settimane dopo aver vinto il Saudi Arabia Open organizzato dall’European Tour.
A giugno 2020, dopo la ripresa del PGA Tour dal periodo di lockdown vince per la prima volta il Travelers Championship ottenendo il ventunesimo successo sul PGA Tour e portando a 13 le stagioni consecutive in cui è riuscito a vincere almeno un titolo.
Ad agosto 2020 vince nuovamente il Northern Trust con il punteggio record di -30 sotto al par, conclude la stagione vincendo la FedEx Cup per la prima volta.
Il 15 novembre 2020 conquista il primo l'Augusta Masters con un totale di 268 (-20) colpi, il punteggio più basso mai realizzato nella competizione.

## Vittorie professionali (31)

### PGA Tour vittorie (24)
| Legenda                      |
| Tornei Major (2)             |
| World Golf Championships (6) |
| FedEx Cup playoff eventi (6) |
| Altri PGA Tour (10)          |

| No. | Data               | Torneo                                | Punteggio di vittoria | To par   | Margine  | Secondo/i                            |
| --- | ------------------ | ------------------------------------- | --------------------- | -------- | -------- | ------------------------------------ |
| 1   | 5 ottobre, 2008    | Turning Stone Resort Championship     | 72-68-70-69=279       | −9       | 1 colpo  | Robert Allenby                       |
| 2   | 15 febbraio, 2009  | AT&T Pebble Beach National Pro-Am     | 65-69-67=201*         | −15      | 4 colpi  | Mike Weir                            |
| 3   | 14 febbraio, 2010  | AT&T Pebble Beach National Pro-Am (2) | 64-68-64-74=270       | −16      | 1 colpo  | David Duval, J. B. Holmes            |
| 4   | 12 settembre, 2010 | BMW Championship                      | 68-70-68-69=275       | −9       | 1 colpo  | Paul Casey                           |
| 5   | 27 agosto, 2011    | The Barclays                          | 66-63-65=194*         | −19      | 2 colpi  | Matt Kuchar                          |
| 6   | 10 giugno, 2012    | FedEx St. Jude Classic                | 70-68-67-66=271       | −9       | 1 colpo  | John Merrick                         |
| 7   | 8 gennaio, 2013    | Hyundai Tournament of Champions       | 69-66-68=203*         | −16      | 4 colpi  | Steve Stricker                       |
| 8   | 3 novembre, 2013   | WGC-HSBC Champions                    | 69-63-66-66=264       | −24      | 3 colpi  | Ian Poulter                          |
| 9   | 8 marzo, 2015      | WGC-Cadillac Championship             | 68-73-69-69=279       | −9       | 1 colpo  | J. B. Holmes                         |
| 10  | 19 giugno, 2016    | U.S. Open                             | 67-69-71-69=276       | −4       | 3 colpi  | Jim Furyk, Shane Lowry, Scott Piercy |
| 11  | 3 luglio, 2016     | WGC-Bridgestone Invitational          | 69-73-66-66=274       | −6       | 1 colpo  | Scott Piercy                         |
| 12  | 11 settembre, 2016 | BMW Championship (2)                  | 67-63-68-67=265       | −23      | 3 colpi  | Paul Casey                           |
| 13  | 19 febbraio, 2017  | Genesis Open                          | 66-66-64-71=267       | −17      | 5 colpi  | Scott Brown, Thomas Pieters          |
| 14  | 5 marzo, 2017      | WGC-Mexico Championship (2)           | 70-66-66-68=270       | −14      | 1 colpo  | Tommy Fleetwood                      |
| 15  | 26 marzo, 2017     | WGC-Dell Technologies Match Play      | 1 in più              | 1 in più | 1 in più | Jon Rahm                             |
| 16  | 27 agosto, 2017    | The Northern Trust (2)                | 65-69-67-66=267       | −13      | Playoff  | Jordan Spieth                        |
| 17  | 7 gennaio, 2018    | Sentry Tournament of Champions (2)    | 69-68-66-65=268       | −24      | 8 colpi  | Jon Rahm                             |
| 18  | 10 giugno, 2018    | FedEx St. Jude Classic (2)            | 67-63-65-66=261       | −19      | 6 colpi  | Andrew Putnam                        |
| 19  | 29 luglio, 2018    | RBC Canadian Open                     | 68-66-65-66=265       | −23      | 3 colpi  | An Byeong-hun, Kim Meen-whee         |
| 20  | 24 febbraio, 2019  | WGC-Mexico Championship (3)           | 64-67-66-66=263       | −21      | 5 colpi  | Rory McIlroy                         |
| 21  | 28 giugno, 2020    | Travelers Championship                | 69-64-61-67=261       | −19      | 1 colpo  | Kevin Streelman                      |
| 22  | 23 agosto, 2020    | The Northern Trust (3)                | 67-60-64-63=254       | −30      | 11 colpi | Harris English                       |
| 23  | 7 settembre, 2020  | Tour Championship                     | 67-70-64-68=269       | −211     | 3 colpi  | Xander Schauffele, Justin Thomas     |
| 24  | 15 novembre, 2020  | Masters Tournament                    | 65-70-65-68=268       | −20      | 5 colpi  | Im Sung-jae, Cameron Smith           |

*Note: Torneo abbreviato a 54 buche a causa del tempo.

1Torneo iniziato con −10 di aggiustamento playoff della FedEx Cup, punteggio −11 al par.
PGA Tour playoff record (1–2)
| No. | Anno | Torneo              | Sfidante/i             | Risultato                                                                                  |
| --- | ---- | ------------------- | ---------------------- | ------------------------------------------------------------------------------------------ |
| 1   | 2015 | Northern Trust Open | Paul Casey, James Hahn | Hahn ha vinto con birdie alla terza buca extra Casey eliminato da birdie alla seconda buca |
| 2   | 2017 | The Northern Trust  | Jordan Spieth          | Vinto con birdie alla prima buca extra                                                     |
| 3   | 2020 | BMW Championship    | Jon Rahm               | Perso contro un birdie alla prima buca extra                                               |

### European Tour vittorie (9)
| Legenda                         |
| ------------------------------- |
| Tornei Major (2)                |
| World Golf Championships (5)    |
| Race to Dubai finals series (1) |
| Altri European Tour (2)         |

| No. | Data             | Torneo                           | Punteggio di vittoria | To par | Margine | Secondo/i                            |
| --- | ---------------- | -------------------------------- | --------------------- | ------ | ------- | ------------------------------------ |
| 1   | 3 novembre 2013  | WGC-HSBC Champions               | 69-63-66-66=264       | −24    | 3 colpi | Ian Poulter                          |
| 2   | 8 marzo 2015     | WGC-Cadillac Championship        | 68-73-69-69=279       | −9     | 1 colpo | J. B. Holmes                         |
| 3   | 19 giugno 2016   | U.S. Open                        | 67-69-71-69=276       | −4     | 3 colpi | Jim Furyk, Shane Lowry, Scott Piercy |
| 4   | 5 marzo 2017     | WGC-Mexico Championship (2)      | 70-66-66-68=270       | −14    | 1 colpo | Tommy Fleetwood                      |
| 5   | 26 marzo 2017    | WGC-Dell Technologies Match Play | 1 up                  | 1 up   | 1 up    | Jon Rahm                             |
| 6   | 3 febbraio 2019  | Saudi International              | 68-61-65-67=261       | −19    | 2 colpi | Li Haotong                           |
| 7   | 24 febbraio 2019 | WGC-Mexico Championship (3)      | 64-67-66-66=263       | −21    | 5 colpi | Rory McIlroy                         |
| 8   | 15 novembre 2020 | Masters Tournament               | 65-70-65-68=268       | −20    | 5 colpi | Im Sung-jae, Cameron Smith           |
| 9   | 7 febbraio 2021  | Saudi International (2)          | 67-64-66-68=265       | −15    | 2 colpi | Tony Finau, Justin Rose              |

- Il WGC-HSBC Champions 2013 era anche una serie del torneo Race to Dubai finals

### LIV Golf Tour (3)
| No. | Data             | Torneo                       | Punteggio di vittoria | Margine | Secondo/i                       |
| --- | ---------------- | ---------------------------- | --------------------- | ------- | ------------------------------- |
| 1   | 4 settembre 2022 | LIV Golf Invitational Boston | −15 (67-63-65=195)    | Playoff | Anirban Lahiri, Joaquín Niemann |
| 2   | 14 maggio 2023   | LIV Golf Tulsa1              | −17 (63-63-67=193)    | Playoff | Branden Grace, Cameron Smith    |
| 3   | 10 febbraio 2024 | LIV Golf Las Vegas           | −12 (67-62-69=198)    | 1 colpo | Talor Gooch, Peter Uihlein      |

## Tornei Major

### Vittorie (2)
| Anno | Campionato  | 54 buche           | Punteggio di vittoria | Margine | Secondo                              |
| ---- | ----------- | ------------------ | --------------------- | ------- | ------------------------------------ |
| 2016 | U.S. Open   | 4 colpi di deficit | −4 (67-69-71-69=276)  | 3 colpi | Jim Furyk, Shane Lowry, Scott Piercy |
| 2020 | The Masters | 4 shot lead        | −20 (65-70-65-68=268) | 5 colpi | Im Sung-jae, Cameron Smith           |

## World Golf Championships

### Vittorie (6)
| Anno | Campionato                       | 54 buche           | Punteggio di vittoria | Margine | Secondo/i       |
| ---- | -------------------------------- | ------------------ | --------------------- | ------- | --------------- |
| 2013 | WGC-HSBC Champions               | 3 shot lead        | −24 (69-63-66-66=264) | 3 colpi | Ian Poulter     |
| 2015 | WGC-Cadillac Championship        | 5 colpi di deficit | −9 (68-73-69-69=279)  | 1 colpo | J. B. Holmes    |
| 2016 | WGC-Bridgestone Invitational     | 3 colpi di deficit | −6 (69-73-66-66=274)  | 1 colpo | Scott Piercy    |
| 2017 | WGC-Mexico Championship (2)      | 1 colpo di deficit | −14 (70-66-66-68=270) | 1 colpo | Tommy Fleetwood |
| 2017 | WGC-Dell Technologies Match Play | n/a                | 1 up                  | 1 up    | Jon Rahm        |
| 2019 | WGC-Mexico Championship (3)      | 4 colpi in più     | −21 (64-67-66-66=263) | 5 colpi | Rory McIlroy    |